# Alfa Sextantis
Alfa Sextantis (α Sex, α Sextantis) je nejjasnější hvězda v souhvězdí Sextantu se zdánlivou hvězdnou velikostí 4,49. Díky své poloze blízko nebeského rovníku je snadno viditelná z obou polokoulí. Tato hvězda je považována za jednu z nejvýznamnějších v tomto nenápadném souhvězdí, které lze na obloze pozorovat především na jaře.

## Charakteristika
Alfa Sextantis je obr spektrálního typu A0 III. Tato klasifikace naznačuje, že jde o hvězdu s vysokou teplotou a značnou svítivostí. Má přibližně 2,96násobek hmotnosti Slunce, její poloměr je 3,83krát větší než sluneční a její svítivost dosahuje 120násobku slunečního zářivého výkonu.
Její povrchová teplota činí přibližně 9984 K, což způsobuje bílý až namodralý odstín hvězdy. Chemické složení hvězdy je podobné složení Slunce, avšak její atmosféra vykazuje nižší obsah těžkých prvků, což je charakteristické pro hvězdy tohoto spektrálního typu.
Alfa Sextantis má relativně pomalou rotační rychlost, která dosahuje přibližně 21 km/s. To je nižší než u většiny hvězd stejné kategorie.

## Vývoj hvězdy
Alfa Sextantis je ve fázi, kdy opouští hlavní posloupnost. Odhaduje se, že hvězda je stará přibližně 300 milionů let a blíží se k závěrečné fázi života jako vodík spalující hvězda. Jakmile spotřebuje většinu vodíku ve svém jádře, změní se na červený obr.
Modely hvězdného vývoje ukazují, že Alfa Sextantis během několika desítek milionů let dále expanduje a její svítivost se zvýší, než projde přechodem na červeného obra.

## Historie pozorování
Alfa Sextantis leží méně než jeden stupeň od nebeského rovníku, což z ní činí ideální objekt pro pozorování z obou polokoulí. V roce 1900 se nacházela 7 úhlových minut severně od rovníku, ale vlivem precesního pohybu zemské osy překročila nebeský rovník na jižní oblohu v prosinci 1923.